# Joe Kelly
 Joe Kelly  va ser un pilot de curses automobilístiques irlandès que va arribar a disputar curses de Fórmula 1.
Kelly va néixer el 13 de març del 1913 a Dublín, Irlanda. Va morir el 28 de novembre del 1993 a Neston, Cheshire, Anglaterra.

## A la F1
Va participar en la primera cursa de la història de la Fórmula 1 disputada el 13 de maig del 1950, el GP de la Gran Bretanya, que formava part del campionat del món de la temporada 1950 de F1, on va participar en aquesta única cursa.
Joe Kelly va participar un altre cop a una cursa més puntuable pel campionat de la F1, el GP de la Gran Bretanya de la temporada 1951.
Kelly també va disputar nombroses curses no puntuables pel mundial de la F1.

## Resultats a la F1
| Any  | Equip | Xassís | Motor      | 1      | 2   | 3   | 4   | 5      | 6   | 7   | 8   | Posició | Punts |
| ---- | ----- | ------ | ---------- | ------ | --- | --- | --- | ------ | --- | --- | --- | ------- | ----- |
| 1950 | Alta  | Alta   | Straight-4 | GBR NC | MON | 500 | SUI | FRA    | BEL | ITA |     | -       | 0     |
| 1951 | Alta  | Alta   | Straight-4 | SUI    | 500 | BEL | FRA | GBR NC | ALE | ITA | ESP | -       | 0     |

### Resum
| Curses: | Victòries: | Pòdiums: | Poles: | Voltes ràpides: | Punts: |
| ------- | ---------- | -------- | ------ | --------------- | ------ |
| 2       | 0          | 0        | 0      | 0               | 0      |